# František Jehlička
František Jehlička (Kúty, 14 gennaio 1879 – Vienna, 3 gennaio 1939) è stato un politico, saggista e presbitero slovacco, una delle personalità più controverse del movimento nazionale slovacco.
Fu deputato alla Dieta del Regno d'Ungheria, deputato all'Assemblea nazionale rivoluzionaria di Praga e anche co-autore del Memorandum della nazione slovacca presentato alla Conferenza di pace di Parigi del 20 settembre 1919. Da quello stesso anno visse all'estero, dove maturò la convinzione che fossero necessari una separazione dai cechi e il ritorno della Slovacchia sotto la corona di Santo Stefano.

## Gli studi
Compì gli studi ginnasiali a Skalica, Esztergom e Bratislava, emergendo ovunque come studente straordinariamente dotato. Proseguì gli studi teologici al Pazmaneum di Vienna, dove fu il secondo slovacco della storia ad essere promosso Sub Auspiciis Imperatoris. In segno di riconoscimento per gli eccezionali risultati nello studio Francesco Giuseppe I gli donò un anello con diamante.

## Deputato alla Dieta d'Ungheria
Dopo aver terminato gli studi fu ordinato sacerdote ed esercitò il suo ministero come viceparroco a Modra, ove contemporaneamente era insegnante all'istituto magistrale. Dopo il trasferimento a Bratislava nel 1904, ove era diventato viceparroco, si avvicinò all'attività del gruppo che faceva capo a Ferdinand Juriga. Con lo pseudonimo di Salesius era contributore fisso del giornale dei cattolici slovacchi Katolícke novíny.
Nel 1906 si candidò nel distretto di Pezinok e fu eletto deputato alla Dieta del Regno d'Ungheria per conto del Partito Popolare Slovacco. Nella campagna elettorale si schierò a fianco di Andrej Hlinka nel distretto di Ružomberok a sostegno della candidatura di Vavro Šrobár.
La gerarchia ecclesiastica con la parola d'ordine "non puoi servire a due padroni" tentò di evitare il coinvolgimento del clero cattolico nella politica. Nel periodo del processo contro Hlinka e Juriga, Jehlička decise di rassegnare le dimissioni come deputato e tornò al suo posto di professore di teologia a Budapest.

## Dopo la nascita della Cecoslovacchia
Nel marzo del 1919 divenne deputato all'Assemblea nazionale rivoluzionaria di Praga.
Poco dopo la nascita della Cecoslovacchia, in risposta alla concezione cecoslovacchista, che postulava l'esistenza di una comune nazionalità cecoslovacca, assunse una posizione fortemente critica del potere cecoslovacco in Slovacchia. Cattolico conservatore, rifiutò le leggi liberali, opponendosi anche alla legalizzazione dei divorzio. Nell'agosto 1919 visitò Andrej Hlinka a Ružomberok e si lamentò della persecuzione della stampa e delle associazioni cattoliche da parte dei cechi e del ministro plenipotenziario Vavro Šrobar. Fu co-autore del memorandum della nazione slovacca del 20 settembre 1919 indirizzato alla Conferenza di Pace di Parigi, a cui Andrej Hlinka fu convinto a partecipare dallo stesso Jehlička: il memorandum conteneva la richiesta di avviare negoziati indipendenti sul futuro assetto statale degli slovacchi e la richiesta di un referendum per stabilire se la Slovacchia dovesse entrare a far parte della Cecoslovacchia oppure dovesse unirsi all'Ungheria. La loro azione fu respinta dai politici cecoslovacchi e per questo motivo nell'autunno del 1919 Jehlička perse il mandato parlamentare.
A differenza di Hlinka, che era orientato verso l'indipendenza slovacca, Jehlička era un sostenitore dell'orientamento filo-ungherese e in seguito divenne direttamente un agente ungherese. Hlinka, sebbene firmatario del memorandum, in seguito rifiutò la richiesta di referendum. Lo storico Jan Rychlík aggiunge che Hlinka non parlava francese, e il memorandum di Jehlička era redatto in francese. Jehlička non tornò in Cecoslovacchia dopo la sua missione alla conferenza di pace.
Dal 1919 visse all'estero, dove ha combattuto contro la Cecoslovacchia unita e per il ritorno della Slovacchia sotto la corona di Santo Stefano. Nel 1928, a Budapest, elogiò l'articolo di Vojtech Tuka che sosteneva il vacuum iuris, cioè l'illegittimità del potere cecoslovacco in Slovacchia.

## Selezione delle opere
- O tlači (Trnava 1911)
- O bratskej svornosti (Ružomberok 1916)
- Slabé duše čili a falošnej stydlivosti (Ružomberok 1916)
- Veliké prikazánie čili O láske k bližnému (Ružomberok 1916)
- František Jehlička. Kto on je a čo chce (Cleveland 1920)
- A 10 cseh csapás Szlovenszkóban (Desať pohrôm, ktoré Česi spôsobili Slovensku) (Vienna 1928)
- Une etape du calvarie Slovaque (Paris Argo 1930)
- Reply to Mr. R. W. Seton Watson book “Slovakia then and now” (Vienna 1932)
- La revision et les Slovaques. A revízió és a szlovákok (Budapest 1933)
- A new forged document made use by the Czechs in Geneva and London (Vienna 1934)
- Appel des Slovaques adressé a la nation française (Vienne 1933)
- Aide-memoire du Conseil Slovaque présenté a la Société des Nations au sujet du bolchevisme et du problème slovaque (scritto con Viktor Dvorčák e F. Unger) (Genève 1935)
- Le problème Slovaque (Bp. & Genève 1935)
- Quo vadis slowaczyzno? (Warszawa 1935)
- Appeal to British Common Sense for the Sake of World Peace (scritto con Viktor Dvorčák) (London 1937)
- Father Hlinka's Struggle for Slovak Freedom (London 1938)